# Колин Уилсън
Колин Хенри Уилсън (на английски: Colin Wilson) е английски философ, критик и писател, автор на бестселъри в жанровете трилър, хорър и документалистика, свързана с отразяване на престъпността, мистицизма и паранормалното.

## Биография и творчество
Колин Хенри Уилсън е роден на 26 юни 1931 г. в Лестър, Лестършър, Англия, в семейството на Артур и Анета Уилсън. Като ученик е силно запленен от науката и чете много. На 16 години напуска училище и започва работа в заводи и на различни професии, а същевременно се ориентира към литературата. През есента на 1949 г. е извикан на служба в Кралските военновъздушни сили, но прави всичко възможно, за да напусне армията. След уволнението си обикаля Европа и работи временни работи.
През 1951 г. се връща в Лестър. Жени се за Дороти Троп. Те се преместват в Лондон и имат син. Бракът им бързо се разпада поради лошото финансово състояние на семейството. В този период Колин Уилсън започва да пише роман в свободното си време. Сприятелява се с трима млади писатели – Бил Хопкинс, Стюард Холрой и Лаура Дел Риво.
Следва ново пътуване из Европа в търсене на собствена реализация и литературни проучвания. След завръщането си в Лестър, през 1960 г. се жени да Джой Стюърт, с която имат три деца.
През 1956 г. е издадена първата му документална книга „The Outsider“ (Аутсайдерът). В нея той анализира произведенията на ключови литературни и културни дейци – Албер Камю, Жан-Пол Сартр, Ърнест Хемингуей, Херман Хесе, Фьодор Достоевски, Уилям Джеймс, Винсент Ван Гог, и др., и възприемането на социалното отчуждение в техните творби. Книгата става бестселър, преведена е на повече от 30 езика, пуляризира екзистенциализма във Великобритания, но критиката ѝ дава разнопосочни оценки.
След издаването на „Аутсайдерът“ той се присъединява към литературното движение „Сърдитите млади хора“. Произведенията му се фокусират върху положителните аспекти на човешката психология, пиковите преживявания и ограничеността на съзнанието.
През 1960 г. е издаден първият му художествен роман „Ritual in the Dark“ от поредицата „Джерард Сорм“.
През 1985 г. романът му „The Space Vampires“ е екранизиран във филма „Lifeforce“ с участието на Стив Рейлсбак, Матилда Мей, Питър Фърт.
След претърпяна операция на гръбнака получава инсулт и загубва способността си да говори. През октомври 2013 г. е приет в болница с пневмония. Колин Уилсън умира на 5 декември 2013 г. в Сейнт Остел, Корнуол, Англия.

## Произведения

### Самостоятелни романи
- Adrift in Soho (1961)
- The World of Violence (1963) – издаден и като „The Violent World of Hugh Greene“
- Necessary Doubt (1964)
- The Glass Cage (1966)
- The Mind Parasites (1967)
- The Philosopher's Stone (1969)
- The Return of the Lloigor (1969)
- The Killer (1970)
- The Black Room (1971)
- Lingard (1972)
- The Space Vampires (1976) – издаден и като „Lifeforce“
- Starseekers (1980)
- The Personality Surgeon (1986)
- The Magician from Siberia (1988)
- The Devil's Party (2000)

### Серия „Джерард Сорм“ (Gerard Sorme)
1. Ritual in the Dark (1960)
2. Man Without a Shadow (1963) – издаден и като „The Sex Diary of Gerard Sorme“
3. The God of the Labyrinth (1970) – издаден и като „The Hedonists“

### Серия „Грегъри Салтфлийт“ (Gregory Saltfleet)
1. The Schoolgirl Murder Case (1974)
2. The Janus Murder Case (1984)

### Серия „Светът на паяка“ (Spider World)
1. The Tower (1987)
2. The Delta (1987)
3. The Magician (1990)
4. Shadowland (2002)

### Серия „Светът на паяка: Кулата“ (Spider World: The Tower)
1. The Desert (1988)
2. The Tower Book 2 (1987)
3. The Fortress (1989)

### Участие в общи серии с други писатели

#### Серия „Книгата на Мамута ...“ (The Mammoth Book of ...)
- The Mammoth Book of True Crime 2 (1990)
- The Mammoth Book of the Supernatural (1991)
- The Mammoth Book of Murder (2000)

от серията има още 135 романа от различни автори

### Сборници
- The Essential Colin Wilson (1985)
- Qinmeartha and the Girl-Child LoChi, and The Tomb of the Old Ones (2002) – с Джон Грант

### Документалистика
- The Outsider (1956)
- Religion and the Rebel (1957)
- The Age of Defeat (1959) – издаден и като „The Stature of Man“
- Encyclopedia of Murder (1961) – с Патриша Питман
- The Strength to Dream (1961)
- Origins of the Sexual Impulse (1963)
- Brandy of the Damned (1964)
- Rasputin and the Fall of the Romanovs (1964)
- Beyond the Outsider (1965)
- Eagle and Earwig (1965)
- Chords and Discords (1966)
- Introduction to the New Existentialism (1966)
- Sex and the Intelligent Teenager (1966)
- Bernard Shaw (1969)
- A Casebook of Murder (1969)
- Poetry and Mysticism (1969)
- Voyage to a Beginning (1969)
- L'amour: The Ways of Love (1970)
- The Strange Genius of David Lindsay (1970) – с Дж. Б. Пик и Е. Н. Висак
- The Occult (1971)
- New Pathways in Psychology (1972)
- Order of Assassins (1972)
- Tree by Tolkien (1973)
- Strange Powers (1973)
- A book of booze (1974)
- Hermann Hesse (1974)
- The Craft of the Novel (1975)
- Mysterious Powers (1975) – издаден и като „They Had Strange Powers“
- The Unexplained (1975)
- The Geller phenomenon (1977)
- Enigmas and Mysteries (1977)
- Colin Wilson's Men of Mystery (1977) – издаден и като „Dark Dimensions“
- Mysteries (1978)
- Mysteries of the mind (1978) – със Стюърт Холройд
- Science Fiction As Existentialism (1978)
- The Book of Time (1980) – с Джон Грант
- The War Against Sleep: The Philosophy of Gurdjieff (1980)
Гурджиев: Войната със съня, изд.: ИК „Гуторанов и син“, София (1996), прев. Николай Тонев
- Anti-Sartre, with an Essay on Camus (1980)
- Frankenstein's Castle (1980)
- The Quest for Wilhelm Reich (1981)
- A Directory of Possibilities (1981) – с Джон Грант
- Witches (1981)
- Poltergeist! (1981)
- The Goblin Universe (1982) – с Тед Холидей
- Access to Inner Worlds (1983)
- Encyclopedia of Modern Murder (1983) – с Доналд Саймън
- Jack the Ripper (1984)
- The Psychic Detectives (1984)
- A Criminal History of Mankind (1984)
- Lord of the Underworld (1984)
- The Bicameral Critic (1985)
- Rudolf Steiner (1985)
- After Life (1985)
- Scandal! (1986) – с Деймън Уилсън
Скандали в „Истински престъпно: Измами и скандали от целия свят“, изд. ИК „Бард“, София (2002), прев. Юлия Чернева
- The Laurel and Hardy Theory of Consciousness (1986)
- An essay on the new existentialism (1986)
- The Atlantis Blueprint (1987) – с Ранд Флем-Ат
Записки от Атлантида: Или разгаданите мистерии, изд.: ИК „Бард“, София (2001), прев. Милена Илиева
- The Encyclopedia of Unsolved Mysteries (1987)
- Aleister Crowley (1987)
- Musician As Outsider (1987)
- The Mammoth Book of True Crime (1988)
- The Misfits (1988)
- Autobiographical reflections (1988)
- The Sex Diary of a Metaphysician (1988)
- Beyond the Occult (1988)
- The Mammoth Encyclopedia of the Unsolved (1989)
- Written in Blood (1989) – с Деймън Уилсън
Написано с кръв: История на съдебното разследване, изд.: ИК „Бард“, София (2005), прев. Камен Костов
- Existentially Speaking (1989)
- The Haunted Man (1990)
- The Serial Killers (1990) – с Доналд Саймън
- Hesse, Reich, Borges (1991)
- Written in Blood: Detectives and Detection (1991)
- Written in Blood: The Trail and the Hunt (1991)
- Written in Blood: The Criminal Mind and Method (1992)
- Sex, America, and Other Insights (1992)
- Unsolved Mysteries (1992) – с Деймън Уилсън
Неразгаданите мистерии, изд.: ИК „Бард“, София (2014), прев. Мариана Димитрова
- Colin Wilson's True Crime File (1992)
- From Atlantis to the Sphinx (1993)
От Атлантида до Сфинкса: Преоткриване изгубената мъдрост на древния свят, изд.: ИК „Хермес“, Пловдив (2006), прев. Надежда Розова
- Murder in the 1940s (1993)
- A Plague of Murder (1995)
- Weird News Stories (1996)
- The Atlas of Holy Places and Sacred Sites (1996)
- The Killers Among Us: Motives Behind Their Madness: Book I (1996)
- The Killers Among Us: Sex, Madness and Mass Murder: Book II (1997)
- Ghost Sightings (1997)
- Strange Vanishings (1997)
- Unexplained: Mysteries of the Universe (1997)
- Unexplained: UFOs and Aliens (1997)
- Alien Dawn (1998)
- Unexplained: Ghosts and the Supernatural (1998)
- The Corpse Garden (1998)
- The Books in My Life (1998)
- The Mammoth Book of the History of Murder (2000)
Знаменити престъпници, изд.: ИК „Бард“, София (2004), прев. Крум Бъчваров
- Rogue Messiahs (2000)
- The Siren Call of Hungry Ghosts (2001)
- The Mammoth Book of Illustrated True Crime (2002)
- Dreaming to Some Purpose (2004)
- History of Murder (2004)
- Manhunt (2005)
- Crimes of Passion (2006) – с Деймън Уилсън
- The Encyclopedia of Crime (2006) – с Оливър Кирякс и Деймън Уилсън
- Atlantis and the Kingdom of the Neanderthals (2006)
- Serial Killer Investigations (2006)
- The Angry Years (2007)
- Murder Casebook (2008)
- Super Consciousness (2009)
- Evil (2009) – с Деймън Уилсън
- Strange (2009) – с Деймън Уилсън
- Existential Criticism (2009)
- The Decline and Fall of Leftism (2012)
- The Supernatural (2013)
- Manhunters (2014)

### Екранизации
- 1985 Max Headroom – ТВ филм
- 1985 Жива сила, Lifeforce – по романа „The Space Vampires“
- 2010 Strange Is Normal: The Amazing Life of Colin Wilson – документален филм

## Книги за писателя
- The Work of Colin Wilson (1990) – от Робърт Реджиналд и Колин Стенли
- Colin Wilson (1990) – от Хауърд Досор